# Ангелов, Ангел
А́нгел А́нгелов (род. 10 июля 1948, София) — болгарский боксёр полусредней весовой категории, выступал за сборную Болгарии в начале 1970-х годов. Серебряный призёр летних Олимпийских игр в Мюнхене, участник многих международных турниров и национальных первенств.

## Биография
Ангел Ангелов родился 10 июля 1948 года в Софии. Первого серьёзного успеха на ринге добился в 1971 году, когда в полусреднем весе завоевал серебряную медаль на первенстве Болгарии — с этого момента стал попадать в основной состав национальной сборной и ездить на крупные международные турниры. Благодаря череде удачных выступлений удостоился права защищать честь страны на летних Олимпийских играх 1972 года в Мюнхене — в полуфинале со счётом 3:2 переиграл нигерийца Иссаку Даборе, но в решающем матче 0:5 уступил американцу Рэю Силсу.
Получив серебряную олимпийскую медаль, Ангелов ещё в течение некоторого времени продолжал оставаться в команде Болгарии, принимая участие во всех важнейших соревнованиях того периода. В частности, в 1973 году он боксировал на чемпионате Европы в Белграде, однако уже во втором своём матче на турнире проиграл советскому боксёру Анатолию Камневу. Вскоре после европейского первенства принял решение завершить карьеру спортсмена и покинул сборную.